# Волково (Тямшанская волость)
Волково — деревня в Тямшанской волости Псковского района Псковской области России.
Расположена в 12 км к юго-западу от центра города Пскова и в 2 км к востоку от деревни Тямша.

## Население
| 2001 | 2002 | 2010 |
| ---- | ---- | ---- |
| 4    | →4   | ↘3   |